# フリートのトムソン男爵
フリートのトムソン男爵（英: Baron Thomson of Fleet）はイギリスの男爵、貴族。連合王国貴族爵位。起業家のロイ・トムソンが1964年に叙されたことに始まる。
なお、男爵家に男爵位以外の爵位はない。

## 歴史
カナダ出身で多くの英大手新聞社を次々と買収した起業家ロイ・トムソン(1894-1976)は晩年の1964年3月10日に連合王国貴族として「エディンバラ市ノースブリッジにおけるフリートのトムソン男爵（Baron Thomson of Fleet, of Northbridge in the City of Edinburgh）」に叙された。
2代男爵ケネス(1923-2006)はその財産を相続してカナダ第1位の大富豪(全世界では第9位)となり、その資産は約190億ドルに上るとされた。彼は父の設立したトムソン社を継ぎ、引き続いてその辣腕ぶりを発揮、息子デイヴィッドが相続した際にその財産は約370億ドルに上ったという。
2019年現在も、そのデイヴィッド(1957-)がフリートのトムソン男爵家当主である。

男爵家の紋章に刻まれるモットーは『振り返ることなし(Never a Backward Step)』。

## フリートのトムソン男爵（1964年）
- 初代フリートのトムソン男爵ロイ・トムソン(1894-1976)
- 第2代フリートのトムソン男爵ケネス・トムソン（英語版）(1923-2006)
- 第3代フリートのトムソン男爵デイヴィッド・トムソン(1957-)

爵位の法定推定相続人は現当主の息子ベンジャミン・ジェイムズ・ルドウィック・トムソン閣下(2006-)。